# Yáser Asprilla
Yáser Esnéider Asprilla Martínez ( Bajo Baudó, Chocó, Colombia, 19 de noviembre de 2003) es un futbolista colombiano que juega como delantero en el Girona FC de la Primera Division de España.

## Trayectoria
Yaser Asprilla se crio en Palmira, Valle del Cauca en el corregimiento de Tienda Nueva, empezó su carrera en el Envigado Palmira y posteriormente fue llevado a Medellín a jugar en el Envigado Fútbol Club. Debutó profesionalmente en Envigado en una derrota 0-3 Categoría Primera A ante Independiente Medellín el 2 de diciembre de 2020. El 18 de julio de 2021 marcó su primer gol con Envigado en el empate 2-2 contra Atlético Nacional. Está considerado como una de las promesas más importantes del fútbol colombiano, lo que generó interés de equipos internacionales.
Desde 2022 su nombre se ha visto en una disputa legal por su representación legal entre Jhonathan Herrera y Alejandro Blanco Toro, motivo por el cual se ha dificultado su traspaso a otros equipos del futbol europeo.

### Watford F. C.
El 17 de enero de 2022 se confirmó su transferencia al Watford de la English Football League Championship de Inglaterra. Más adelante el jugador siguió jugando para Envigado F.C. en condición de préstamo por la Liga Betplay I (2022), es decir, un semestre más. El 11 de agosto debutó con el Watford F. C. jugando en la victoria de su equipo 1-0 sobre el Burnley F. C. por la Championship. Su primer gol lo anotó en la derrota de su equipo ante el Huddersfield Town Association FC por la jornada 40 de la Championship, hasta ese momento llevaba 1.300 minutos jugados en la temporada teniendo regularidad con su equipo. El 13 de febrero de 2024 llegó a cinco goles con las Avispa Fukuoka en la campaña. Su último tanto en la Championship fue el 12 de diciembre, por la jornada 21, en la derrota de local 1-2 ante el Ipswich Town FC.

### Girona FC
El 23 de agosto de 2024 se anunció su fichaje por el Girona FC de la Primera División de España.

## Selección nacional

### Categorías inferiores

#### Participaciones en Copas del Mundo Juveniles
| Mundial                     | Sede del Mundial | Resultado        | PJ | GA | Asis |
| --------------------------- | ---------------- | ---------------- | -- | -- | ---- |
| Copa Mundial Sub-20 de 2023 | Argentina        | Cuartos de final | 4  | 2  | 0    |

### Selección absoluta
Con 18 años de edad fue convocado por primera vez a la Selección Colombia. Debutó en la victoria 2-1 sobre Honduras en Estados Unidos, donde entró al minuto 43 del partido en reemplazo de Juan Fernando Quintero. El 24 de septiembre de 2022 marcó su primer gol con la selección en la victoria 4-1 sobre Guatemala por un amistoso internacional. En febrero, el Watford optó por no prestar al jugador para Selección Colombia Sub-20 en las competencias iniciadas en 2023.

#### Participaciones enEliminatorias al Mundial
| Eliminatoria                               | Sede del Mundial                | Posición               | Resultado  | PJ                                 | GA | Asis |
| ------------------------------------------ | ------------------------------- | ---------------------- | ---------- | ---------------------------------- | -- | ---- |
| Eliminatorias Mundial de Catar 2022        | Catar                           | 6°lugar 23pts          | Eliminado  | 0 (una convocatoria como suplente) | 0  | 0    |
| Eliminatorias Mundial de Norteamérica 2026 | Estados Unidos, México y Canadá | 6°lugar 22pts          | En disputa | 2                                  | 0  | 0    |
| Total en Eliminatorias                     | Total en Eliminatorias          | Total en Eliminatorias | 0/1        | 2                                  | 0  | 0    |

#### Participaciones enCopas América
| Torneo            | Sede           | Resultado  | PJ | GA | Asis |
| ----------------- | -------------- | ---------- | -- | -- | ---- |
| Copa América 2024 | Estados Unidos | Subcampeón | 1  | 0  | 0    |

#### Goles internacionales
| #  | Fecha                    | Lugar                                        | Rival     | Gol | Resultado | Competición |
| -- | ------------------------ | -------------------------------------------- | --------- | --- | --------- | ----------- |
| 1. | 24 de septiembre de 2022 | Red Bull Arena, Nueva Jersey, Estados Unidos | Guatemala | 4–0 | 4-1       | Amistoso    |
| 2. | 26 de marzo de 2024      | Estadio Metropolitano, Madrid, España        | Rumania   | 3–0 | 3-2       | Amistoso    |

## Estadísticas

### Clubes
Actualizado al último partido disputado el 25 de mayo de 2025.
| Club                      | Div.          | Temporada     | Liga  | Liga  | Liga   | Copas nacionales | Copas nacionales | Copas nacionales | Copas internacionales | Copas internacionales | Copas internacionales | Total | Total | Total  |
| Club                      | Div.          | Temporada     | Part. | Goles | Asist. | Part.            | Goles            | Asist.           | Part.                 | Goles                 | Asist.                | Part. | Goles | Asist. |
| ------------------------- | ------------- | ------------- | ----- | ----- | ------ | ---------------- | ---------------- | ---------------- | --------------------- | --------------------- | --------------------- | ----- | ----- | ------ |
| Envigado F. C. · Colombia | 1.ª           | 2020          | 2     | 0     | 0      | 0                | 0                | 0                | ―                     | ―                     | ―                     | 2     | 0     | 0      |
| Envigado F. C. · Colombia | 1.ª           | 2021          | 20    | 5     | 1      | 0                | 0                | 0                | ―                     | ―                     | ―                     | 20    | 5     | 1      |
| Envigado F. C. · Colombia | 1.ª           | 2022          | 18    | 1     | 2      | 0                | 0                | 0                | —                     | —                     | —                     | 18    | 1     | 2      |
| Envigado F. C. · Colombia | Total club    | Total club    | 40    | 6     | 3      | 0                | 0                | 0                | 0                     | 0                     | 0                     | 40    | 6     | 3      |
| Watford F. C. Inglaterra  | 2.ª           | 2022-23       | 37    | 1     | 2      | 2                | 0                | 0                | —                     | —                     | —                     | 39    | 1     | 2      |
| Watford F. C. Inglaterra  | 2.ª           | 2023-24       | 44    | 6     | 7      | 3                | 0                | 1                | —                     | —                     | —                     | 47    | 6     | 8      |
| Watford F. C. Inglaterra  | Total club    | Total club    | 81    | 7     | 9      | 5                | 0                | 1                | 0                     | 0                     | 0                     | 86    | 7     | 10     |
| Girona F. C. · España     | 1.ª           | 2024-25       | 27    | 3     | 1      | 0                | 0                | 0                | 6                     | 0                     | 0                     | 33    | 3     | 1      |
| Girona F. C. · España     | Total club    | Total club    | 27    | 3     | 1      | 0                | 0                | 0                | 6                     | 0                     | 0                     | 33    | 3     | 1      |
| Total carrera             | Total carrera | Total carrera | 148   | 16    | 13     | 5                | 0                | 1                | 6                     | 0                     | 0                     | 159   | 16    | 14     |

### Selección
- Actualizado al último partido disputado el 10 de octubre de 2024.

| Selección           | Año               | Amistosos | Amistosos | Amistosos | Copa América | Copa América | Copa América | Copa Mundial | Copa Mundial | Copa Mundial | Eliminatorias Mundialistas | Eliminatorias Mundialistas | Eliminatorias Mundialistas | Total | Total | Total |
| Selección           | Año               | Part.     | Goles     | Asis.     | Part.        | Goles        | Asis.        | Part.        | Goles        | Asis.        | Part.                      | Goles                      | Asis.                      | Part. | Goles | Asis. |
| ------------------- | ----------------- | --------- | --------- | --------- | ------------ | ------------ | ------------ | ------------ | ------------ | ------------ | -------------------------- | -------------------------- | -------------------------- | ----- | ----- | ----- |
| Sub-20 · Colombia   |                   |           |           |           |              |              |              |              |              |              |                            |                            |                            |       |       |       |
| 2023                | 3                 | 1         | 0         | —         | —            | —            | 4            | 2            | 0            | —            | —                          | —                          | 7                          | 3     | 0     |       |
| Total               | 3                 | 1         | 0         | —         | —            | —            | 4            | 2            | 0            | —            | —                          | —                          | 7                          | 3     | 0     |       |
| Absoluta · Colombia |                   |           |           |           |              |              |              |              |              |              |                            |                            |                            |       |       |       |
| 2022                | 2                 | 1         | 1         | —         | —            | —            | —            | —            | —            | —            | —                          | —                          | 2                          | 1     | 1     |       |
| 2023                | 1                 | 0         | 0         | —         | —            | —            | —            | —            | —            | —            | —                          | —                          | 1                          | 0     | 0     |       |
| 2024                | 2                 | 1         | 0         | 1         | 0            | 0            | —            | —            | —            | 2            | 0                          | 0                          | 5                          | 1     | 0     |       |
| Total               | 5                 | 2         | 1         | 1         | 0            | 0            | —            | —            | —            | 2            | 0                          | 0                          | 8                          | 2     | 1     |       |
| Total en Colombia   | Total en Colombia | 8         | 3         | 1         | 1            | 0            | 0            | 4            | 2            | 0            | 2                          | 0                          | 0                          | 15    | 5     | 1     |

### Distinciones individuales
| Distinción                                     | Año  |
| ---------------------------------------------- | ---- |
| Mejor jugador joven de la temporada en Watford | 2024 |